# 福島英絋
福島 英絋（ふくしま えいこう、1962年2月22日 - ）は、日本のタレント、ナレーター、実況、ラジオDJ。

## 人物・略歴
- 1985年「松浦竹夫演劇研究所」へ入所、1987年「エス・オー・プロモーション」、1993年「太田プロダクション」を経て「東京俳優生活協同組合」に所属[いつ?]。
- 1989年4月から1992年の3月まで、JFN系列ラジオで夕方6時から放送されていたFMヤングスタジオの2代目パーソナリティを担当、FMヤングスタジオの最終回では「We're All Alone （ウィア・オール・アローン ）」（Boz Scaggs / ボズ・スキャッグス）の曲をラストテーマに、将来は舞台を作りたいという夢なども語る。
- みのもんたが初代を担当したフジテレビ「プロ野球ニュース」の珍プレー好プレーのナレーションを一時期担当する（1992年）。

## 趣味
- 趣味はサーフィン、野球、サッカーで大の巨人ファン。
- ルパン三世など多数のモノマネが得意、ラジオで披露。

## 出演番組

### テレビ
- インディカーレース(NHK-BS) 実況ナレーション
- スポーツTODAY（テレビ東京）ナレーション
- プロ野球ニュース （フジテレビ、1992年）珍プレー好プレー集のナレーションを担当
- 若者のすべて（フジテレビ）
- 絶対零度（フジテレビ）
- 知りたい競馬情報局（グリーンチャンネル）ナレーション
- キネマ旬報 ベスト1(CS)

### ラジオ
- FMヤングスタジオ（JFN、1989年4月-1992年3月）

初代パーソナリティー石井かずみの後を受け、FMヤングスタジオ2代目パーソナリティを担当
- ACTIVE RADIO 平成パヤパヤ放送局!（JFN、秋田・山形・山陰・宮崎のみ放送）
- Best Hit Sunday
- NACK5 J-POP COUNTDOWN TOP40（NACK5 エフエムナックファイブ）
- サタデーEプレイス（エフエム世田谷）